# محسن کرمی
محسن کرمی (زادهٔ ۲ مرداد ۱۳۷۲ در شنستق) یک بازیکن فوتبال اهل ایران است.
از باشگاه‌هایی که در آن بازی کرده‌است می‌توان به باشگاه فوتبال صبای قم  ، سایپا و نسل ظهور اشاره کرد.
برخی نام او را کانون در سایه می‌خوانند
وی همچنین در تالیف کتاب نیز دستی بر آتش دارد 
از کتابهای گروهی وی میتوان به تحلیل کتاب انگلیسی دبیرستان اشاره کرد که وی را محسن کرمی شنقی ثبت کرده اند
وی بعد از قبولی در رشته ی فیزیک هسته ای وارد حوزه ی علمیه شد و در حوزه ی علمیه مشغول به تحصیل شد 
اکنون وی سطح سه حوزه ی علمیه می باشد